# Jan František ze Schaffgotsche
Hrabě Jan František de Paula ze Schaffgotsche (německy Johann Franz de Paula von Schaffgotsch, baron von und zu Kynast a Greiffenstein, 30. června 1792, Brno – 3. listopadu 1866 tamtéž) byl moravský a rakouský šlechtic z hraběcího rodu Schaffgotschů. Sloužil v císařské armádě a dosáhl hodnosti generála jezdectva.

## Život
Jan František hrabě ze Schaffgotsche, svobodný pán z a na Kynastu a Greiffensteinu se narodil jako syn hraběte Jana Arnošta Maxmiliána ze Schaffgotsche (19. srpna 1742 – 27. května 1825) z jeho druhého manželství s Johanou Nepomucenou Candidou z Blümegenu (3. října 1765 – 7. února 1811).
Bratr Jana Františka, Antonín Arnošt byl brněnským biskupem.

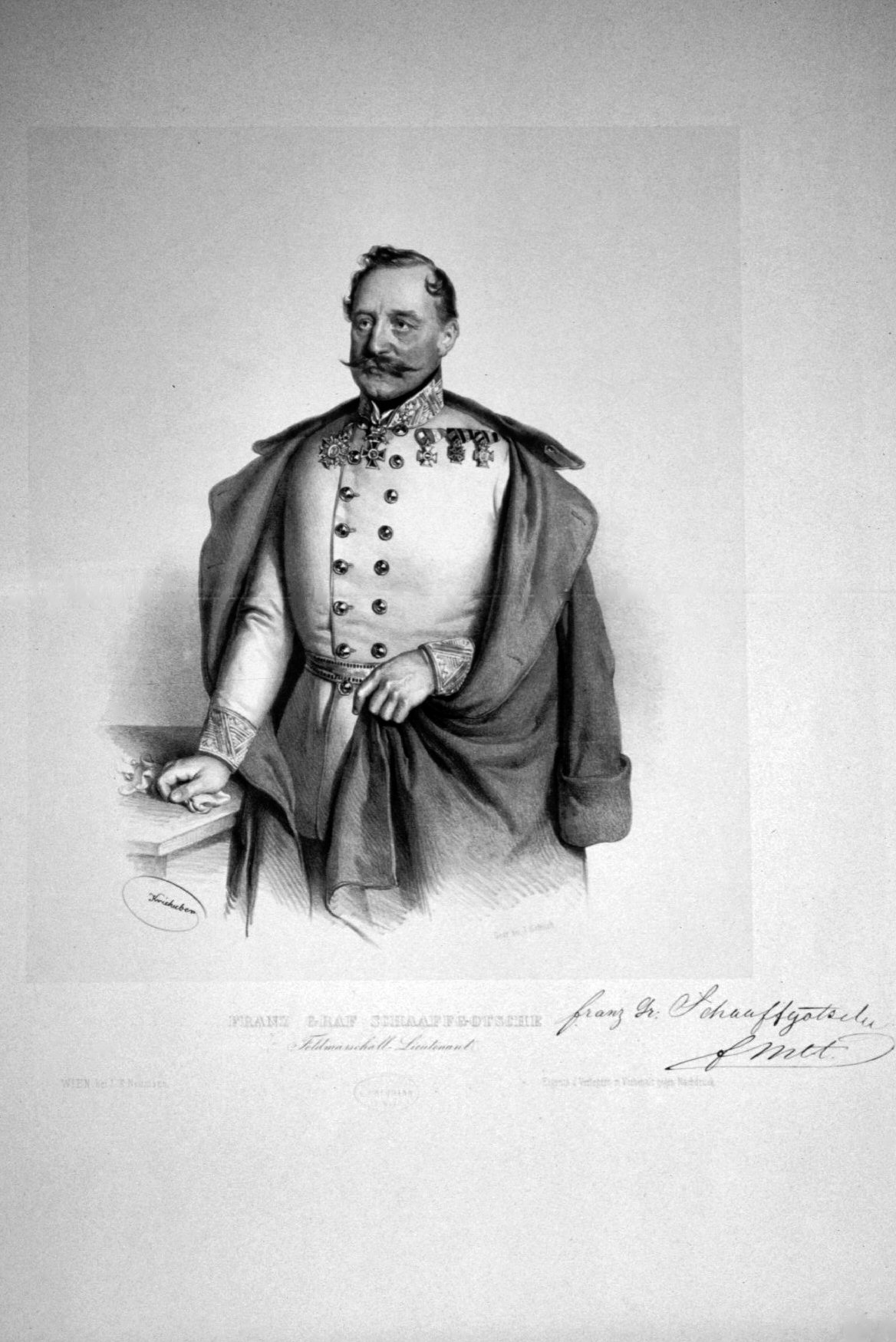
Jan František ze Schaffgotsche, litografie Josefa Kriehubera, 1850

V roce 1808 Jan František vstoupil do císařské armády do pluku švališérů Vincent. V roce 1809 se v hodnosti nadporučíka zúčastnil bitvy u Aspern.
V hodnosti kapitána se v roce 1813 v řadách kyrysnického pluku č. 6 účastnil bojů slavné bitvy "národů" u Lipska. O rok později se účastnil bojů v severní Francii. V roce 1815 se vrátil k pluku Vincent s nímž absolvoval tažení v Itálii do Neapole. V červnu 1834 se stal plukovníkem hulánského pluku Schwarzenberg, kde setrval až do roku 1841.
4. června 1841 byl povýšen na generálmajora a 27. března 1848 na polního podmaršála.
V březnu 1848 obdržel divizi II. sboru pod velením podmaršálka Konstantin D'Aspre v italské armádě maršála Radeckého. Jemu podřízené brigády vedené knížaty Edmundem ze Schwarzenbergu, Bedřichem z Lichtenštejna a hrabětem Samuelem Gyulayem se 23. a 24. července vyznamenaly zejména v Soně, Bussolengu, Santa Giustina a Sommacampagna. To vedlo k tomu, že v následné bitvě u Custozzy se Sardinci museli opustit své pozice u San Giorgio a Salice.
23. března 1849 se jeho vojáci vyznamenali také v bitvě u Novary. Hrabě Schaffgotsch i přes vlastní defenzivní pozici vyslal prapor hraběte Kinského a vídeňských dobrovolníků na pomoc arcivévodovi Albrechtu Bedřichovi, a umožnil tak úspěšný protiútok na pravém křídle u Olenga. Za svou statečnost v taženích v letech 1848 a 1849 obdržel v roce 1850 Rytířský kříž vojenského řádu Marie Terezie a byl jmenován velitelem kyrysnického pluku č. 5.
16. listopadu 1856 byl povýšen na generála jezdectva a v roce 1858 byl jmenován vrchním velitelem na Moravě a ve Slezsku. V červnu 1859 vedl 1. armádní divizi pod velením polního zbrojmistra Františka Emila z Wimpffenu IX. sbor u Medole v bitvě u Solferina.
6. listopadu 1859 odešel hrabě Jan František ze Schaffgotsche do výslužby. Zemřel dne 3. listopadu 1866 v Brně.

## Rodina
Dne 30. ledna 1817 se oženil s Ernestinou z Lambergu (8. května 1791 - 29. dubna 1858). Z jejich manželství se narodilo několik dětí:
- Arnošt (1818–1819)
- Johana Nepomucena (1819–1862)
- Karolína Františka Mariana (13. září 1820 – 9. října 1876) ⚭ 1843 hrabě Jaromír Černín z Chudenic (13. března 1818 – 26. listopadu 1908), měli 6 dětí
- Marie (1824–1827)
- František de Paula (22. června 1829 – 20. ledna 1908) ⚭ 1855 hraběnka Marie Anna ze Schönborn-Buchheimu (27. srpna 1836 – 15. února 1921)